# 216 f.Kr.

## Händelser

### Efter plats

#### Romerska republiken
- Den karthagiske generalen Hannibal går med sina styrkor söderut, genom Italien och intar det stora arméförrådet vid Cannae vid floden Aufidus.
- 2 augusti – Slaget vid Cannae (öster om Neapel) slutar med seger för Hannibal, vars 40.000 man starka armé besegrar en romersk styrka på 70 000 man, ledd av konsulerna Lucius Aemilius Paullus (som stupar under slaget) och Gaius Terentius Varro.
- Efter Hannibals seger börjar många regioner hoppa av från Rom, medan andra erövras av hans styrkor. I Apulien och Bruttium får han många anhängare.
- Då han saknar katapulter och murbräckor för att belägra Rom fokuserar Hannibal på att lägga fälten runt staden i aska, vilket tvingar Rom att importera säd till upptrissade priser.
- Efter nederlaget vid Cannae för den romerske generalen Marcus Claudius Marcellus befälet över resterna av den romerska armén vid Canusium och räddar staden Nola samt södra Kampanien från att bli ockuperade av Hannibal.
- Hannibal intar och förstör Nuceria i Kampanien.
- Hannibal plundrar Acerrae.
- Romarna ansöker om och får ett pengalån och förnödenheter till den romerska armén på Sicilien av Hieron II av Syrakusa.
- Staden Capua byter sida och går med Hannibal, varvid den karthagiska armén kan övervintra där.
- Den romerske historikern Quintus Fabius Pictor skickas till Delfi i Grekland för att konsultera oraklet där, för att få råd om vad Rom bör göra efter nederlaget i slaget vid Cannae.

#### Grekland
- Filip V av Makedonien, som fortfarande ogillar Roms inblandning i illyrisk politik, tar tillfället i akt att invadera Illyrien. Ambassadörer från Filip V besöker Hannibal vid dennes högkvarter i Italien och dessa handlingar markerar början på det första makedoniska kriget mellan Rom och Makedonien.

#### Egypten
- Ett uppror bland de egyptiska bönderna slås ner av Ptolemaios IV.

## Avlidna
- 2 augusti
  - Lucius Aemilius Paullus, romersk konsul och general (stupad i slaget vid Cannae)
  - Gnaeus Servilius Geminus, romersk konsul 217 f.Kr. (stupad i slaget vid Cannae)
  - Marcus Minucius Rufus, romersk konsul 221 f.Kr., marskalk 217 f.Kr. (stupad i slaget vid Cannae)